# Reazione di Favorskij
La reazione di Favorskij consiste nell'attacco nucleofilo di un alchino terminale deprotonato ad un gruppo carbonilico.  La reazione venne scoperta nei primi anni del 1900 dal chimico russo Aleksej Evgrafovič Favorskij.
Se acido-catalizzata, essa è nota come riarrangiamento di Meyer–Schuster.

## Meccanismo
Un acetiluro metallico viene formato in situ trattando l'alchino con basi forti non nucleofile, tipicamente NaH oppure il terbutossido di potassio. Esso reagisce con una aldeide o un chetone formando un alcol propargilico. Se è presente un atomo di idrogeno in posizione alfa (come nel caso di reazioni con aldeidi), è possibile la trasposizione al corrispondente enone α,β-insaturo.

## Uso come gruppo protettivo
Questa reazione viene utilizzata per proteggere gli alchini: questo gruppo funzionale viene infatti convertito, reagendo ad esempio con l'acetone, al 2-idrossipropil alchino. Questo gruppo protettivo può essere rimosso scaldando il composto in una soluzione di KH e 2-propanolo (una retro-Favorskij).
In alternativa si può ottenere direttamente un alchino utilizzando un prodotto commerciale, come il 2-metil-3-butinin-2-olo, e deproteggendolo.